# Casiguran (Aurora)
Casiguran ist eine philippinische Stadtgemeinde im Norden der Provinz Aurora. Sie hat 24.313 Einwohner (Zensus 1. August 2015).

## Geografie
Casiguran liegt 121 km von der Provinzhauptstadt Baler entfernt. Die Stadtgemeinde grenzt im Nordwesten an Dilasag, im Südwesten an Dinalungan, im Nordwesten an die Provinz Quirino und im Südosten an den Pazifischen Ozean. Zum Gemeindegebiet gehört die langgestreckte Halbinsel San Ildefonso, die von dem Casiguran Sound von der Hauptlandmasse Luzons getrennt wird, auf dieser lebt der Stamm der San Ildefonso Agta.

## Bevölkerungsentwicklung
Im Jahre 1960 hatte Casguran 6900 Einwohner. Diese Zahl verdoppelte sich beinahe auf 12.128 Einwohner im Jahre 1970 und stieg seither mit einer durchschnittlichen jährlichen Wachstumsrate von 5,6 % um weitere 76 %. Zwischen 1970 und 1975 ging die Bevölkerungszahl deutlich von 12.128 auf 11.670 zurück. Dieser Rückgang war auf Unruhen zurückzuführen, die viele Menschen dazu veranlassten, das Gebiet der Stadtgemeinde zu verlassen.
Der Rückgang der Bevölkerungszahl war 1980 wieder ausgeglichen. In diesem Zeitraum stieg die Bevölkerungszahl um 19 % bei einer jährlichen Wachstumsrate von 3,86 %. Dieser Trend steigender Bevölkerungszahlen hielt auch in den folgenden Zensusperioden (1980 bis 1995) an. Jedoch ging die jährliche Wachstumsrate zurück, was darauf zurückzuführen ist, dass während dieser Zeit die Abholzungen nach und nach eingestellt wurden. In der Folge sind viele Waldarbeiter, die keine alteingesessenen Einwohner Casigurans waren, abgewandert.
Zwischen 1995 und 1999 stieg die jährliche Wachstumsrate wieder signifikant auf 4,36 % an. Bei gleich bleibender Wachstumsrate wird ein weiterer Zuwachs der Einwohnerzahl um 25 % bis 2009 projiziert.

## Geschichte
Nach einer Volkslegende ist der Name Casiguran auf das Wort Kasiguruhan (deutsch: „Sicherheit“ oder „Vertrauen“) zurückzuführen.
Casiguran wurde am 13. Juni 1609 von spanischen Missionaren gegründet. Die frühen Siedler vor Ankunft der Spanier waren Dumagats und Aetas gefolgt von weiteren Zuwanderern aus anderen Teilen des Landes. Diese Zuwanderer sprachen Ilokano, Visayan, Biscolano, Pampango, Gaddang, Itawes und Ibanag. 
Zur Zeit der philippinischen Unabhängigkeit im Jahre 1946 war Aurora noch ein Teil der Provinz Tayabas (heute Quezon). Die Stadtgemeinde grenzte damals an die Provinz Isabela im Norden im Westen an die Provinz Quirino und im Südwesten an das Baranggay Dinadiawan, das damals die Grenze zwischen Baler und Casiguran bildete.
Im Jahre 1959 und 1966 wurden Dilasag im Norden der Stadtgemeinde gelegen und Dinalungan im Südwesten der Stadtgemeinde gelegen eigenständige Stadtgemeinden.
Insgesamt gab es 34 Bürgermeister seit Gründung der Stadtgemeinde Casiguran. Zurzeit ist Reynaldo Teh Bitong Bürgermeister.

## Baranggays
Casiguran ist politisch unterteilt in 24 Baranggays.
| - Barangay 1 (Pob.) - Barangay 2 (Pob.) - Barangay 3 (Pob.) - Barangay 4 (Pob.) - Barangay 5 (Pob.) - Barangay 6 (Pob.) - Barangay 7 (Pob.) - Barangay 8 (Pob.) - Calabgan - Calangcuasan - Calantas - Culat | - Dibet - Esperanza - Lual - Marikit - Tabas - Tinib - Bianuan - Cozo - Dibacong - Ditinagyan - Esteves - San Ildefonso |